# Hebe townsonii
Hebe townsonii é uma espécie de planta do gênero Hebe.